# (5731) Zeus
(5731) Zeus (1988 VP4) – planetoida z grupy Apolla okrążająca Słońce w ciągu 3 lat i 149 dni w średniej odległości 2,26 j.a. Została odkryta 4 listopada 1988 roku w Palomar Observatory przez Carolyn Shoemaker. Nazwa planetoidy pochodzi od Zeusa, najwyższego z bogów mitologii greckiej.